# Niort (quận)
Quận Niort là một quận của Pháp, nằm ở tỉnh Deux-Sèvres, trong vùng Nouvelle-Aquitaine. Quận này có 18 tổng và 166 xã.

## Các đơn vị hành chính

### Các tổng
Các tổng của quận Niort là: 
1. Beauvoir-sur-Niort
2. Brioux-sur-Boutonne
3. Celles-sur-Belle
4. Champdeniers-Saint-Denis
5. Chef-Boutonne
6. Coulonges-sur-l'Autize
7. Frontenay-Rohan-Rohan
8. Lezay
9. Mauzé-sur-le-Mignon
10. Melle
11. La Mothe-Saint-Héray
12. Niort-Est
13. Niort-Nord
14. Niort-Ouest
15. Prahecq
16. Saint-Maixent-l'École - Tổng thứ nhất
17. Saint-Maixent-l'École - Tổng thứ nhì
18. Sauzé-Vaussais

### Các xã
Các xã của quận Niort, và mã INSEE là: 
| 1. Aiffres (79003)                               | 2. Aigonnay (79004)                   | 3. Amuré (79009)                       | 4. Ardilleux (79011)                       |
| 5. Ardin (79012)                                 | 6. Arçais (79010)                     | 7. Asnières-en-Poitou (79015)          | 8. Aubigné (79018)                         |
| 9. Augé (79020)                                  | 10. Avon (79023)                      | 11. Azay-le-Brûlé (79024)              | 12. Beaussais (79030)                      |
| 13. Beauvoir-sur-Niort (79031)                   | 14. Belleville (79033)                | 15. Bessines (79034)                   | 16. Boisserolles (79039)                   |
| 17. Bougon (79042)                               | 18. Bouin (79045)                     | 19. Brieuil-sur-Chizé (79055)          | 20. Brioux-sur-Boutonne (79057)            |
| 21. Brûlain (79058)                              | 22. Béceleuf (79032)                  | 23. Caunay (79060)                     | 24. Celles-sur-Belle (79061)               |
| 25. Chail (79064)                                | 26. Champdeniers-Saint-Denis (79066)  | 27. Chauray (79081)                    | 28. Chef-Boutonne (79083)                  |
| 29. Chenay (79084)                               | 30. Cherveux (79086)                  | 31. Chey (79087)                       | 32. Chizé (79090)                          |
| 33. Chérigné (79085)                             | 34. Clussais-la-Pommeraie (79095)     | 35. Coulon (79100)                     | 36. Coulonges-sur-l'Autize (79101)         |
| 37. Cours (79104)                                | 38. Couture-d'Argenson (79106)        | 39. Crézières (79107)                  | 40. Ensigné (79111)                        |
| 41. Exireuil (79114)                             | 42. Exoudun (79115)                   | 43. Faye-sur-Ardin (79117)             | 44. Fenioux (79119)                        |
| 45. Fontenille-Saint-Martin-d'Entraigues (79122) | 46. Fors (79125)                      | 47. François (79128)                   | 48. Fressines (79129)                      |
| 49. Frontenay-Rohan-Rohan (79130)                | 50. Germond-Rouvre (79133)            | 51. Gournay-Loizé (79136)              | 52. Granzay-Gript (79137)                  |
| 53. Hanc (79140)                                 | 54. Juillé (79142)                    | 55. Juscorps (79144)                   | 56. La Bataille (79027)                    |
| 57. La Chapelle-Bâton (79070)                    | 58. La Chapelle-Pouilloux (79074)     | 59. La Chapelle-Thireuil (79077)       | 60. La Couarde (79098)                     |
| 61. La Crèche (79048)                            | 62. La Foye-Monjault (79127)          | 63. La Mothe-Saint-Héray (79184)       | 64. La Rochénard (79229)                   |
| 65. Le Beugnon (79035)                           | 66. Le Bourdet (79046)                | 67. Le Busseau (79059)                 | 68. Le Vanneau-Irleau (79337)              |
| 69. Le Vert (79346)                              | 70. Les Alleuds (79006)               | 71. Les Fosses (79126)                 | 72. Lezay (79148)                          |
| 73. Limalonges (79150)                           | 74. Lorigné (79152)                   | 75. Loubigné (79153)                   | 76. Loubillé (79154)                       |
| 77. Luché-sur-Brioux (79158)                     | 78. Lusseray (79160)                  | 79. Magné (79162)                      | 80. Mairé-Levescault (79163)               |
| 81. Maisonnay (79164)                            | 82. Marigny (79166)                   | 83. Mauzé-sur-le-Mignon (79170)        | 84. Mazières-sur-Béronne (79173)           |
| 85. Melle (79174)                                | 86. Melleran (79175)                  | 87. Messé (79177)                      | 88. Montalembert (79180)                   |
| 89. Mougon (79185)                               | 90. Nanteuil (79189)                  | 91. Niort (79191)                      | 92. Paizay-le-Chapt (79198)                |
| 93. Paizay-le-Tort (79199)                       | 94. Pamplie (79200)                   | 95. Pamproux (79201)                   | 96. Pers (79205)                           |
| 97. Pioussay (79211)                             | 98. Pliboux (79212)                   | 99. Pouffonds (79214)                  | 100. Prahecq (79216)                       |
| 101. Prailles (79217)                            | 102. Priaires (79219)                 | 103. Prin-Deyrançon (79220)            | 104. Prissé-la-Charrière (79078)           |
| 105. Puihardy (79223)                            | 106. Périgné (79204)                  | 107. Rom (79230)                       | 108. Romans (79231)                        |
| 109. Saint-Christophe-sur-Roc (79241)            | 110. Saint-Coutant (79243)            | 111. Saint-Gelais (79249)              | 112. Saint-Georges-de-Rex (79254)          |
| 113. Saint-Génard (79251)                        | 114. Saint-Hilaire-la-Palud (79257)   | 115. Saint-Laurs (79263)               | 116. Saint-Léger-de-la-Martinière (79264)  |
| 117. Saint-Maixent-de-Beugné (79269)             | 118. Saint-Maixent-l'École (79270)    | 119. Saint-Martin-de-Bernegoue (79273) | 120. Saint-Martin-de-Saint-Maixent (79276) |
| 121. Saint-Martin-lès-Melle (79279)              | 122. Saint-Maxire (79281)             | 123. Saint-Médard (79282)              | 124. Saint-Pompain (79290)                 |
| 125. Saint-Romans-des-Champs (79294)             | 126. Saint-Romans-lès-Melle (79295)   | 127. Saint-Rémy (79293)                | 128. Saint-Symphorien (79298)              |
| 129. Saint-Vincent-la-Châtre (79301)             | 130. Saint-Étienne-la-Cigogne (79247) | 131. Sainte-Blandine (79240)           | 132. Sainte-Eanne (79246)                  |
| 133. Sainte-Néomaye (79283)                      | 134. Sainte-Ouenne (79284)            | 135. Sainte-Soline (79297)             | 136. Saivres (79302)                       |
| 137. Salles (79303)                              | 138. Sansais (79304)                  | 139. Sauzé-Vaussais (79307)            | 140. Sciecq (79308)                        |
| 141. Scillé (79309)                              | 142. Secondigné-sur-Belle (79310)     | 143. Sepvret (79313)                   | 144. Sompt (79314)                         |
| 145. Soudan (79316)                              | 146. Souvigné (79319)                 | 147. Surin (79320)                     | 148. Séligné (79312)                       |
| 149. Thorigny-sur-le-Mignon (79328)              | 150. Thorigné (79327)                 | 151. Tillou (79330)                    | 152. Usseau (79334)                        |
| 153. Vallans (79335)                             | 154. Vanzay (79338)                   | 155. Vançais (79336)                   | 156. Vernoux-sur-Boutonne (79343)          |
| 157. Villefollet (79348)                         | 158. Villemain (79349)                | 159. Villiers-en-Bois (79350)          | 160. Villiers-en-Plaine (79351)            |
| 161. Villiers-sur-Chizé (79352)                  | 162. Vitré (79353)                    | 163. Vouillé (79355)                   | 164. Xaintray (79357)                      |
| 165. Échiré (79109)                              | 166. Épannes (79112)                  |                                        |                                            |